# NGC 396
NGC 396 est une vaste et lointaine galaxie lenticulaire située dans la constellation des Poissons. NGC 396 a été découverte par l'astronome allemand Albert Marth en 1864.

## Caractéristiques
Sa vitesse par rapport au fond diffus cosmologique est de 12 352 ± 58 km/s, ce qui correspond à une distance de Hubble de 182 ± 13 Mpc (∼594 millions d'al).